# يسبر جانسون
يسبر جانسون (بالسويدية: Jesper Jansson)‏ (8 يناير 1971 في السويد - ) هو لاعب كرة قدم سويدي في مركز الدفاع، شارك في الألعاب الأولمبية الصيفية 1992. وشارك مع منتخب السويد تحت 23 سنة لكرة القدم ومنتخب السويد لكرة القدم. أما مع النوادي، فقد لعب مع أيك سولنا ونادي أوسترس ونادي جينك ونادي ستابك ونادي هلسينغبورغ ونادي يورغوردينس وHögaborgs BK ‏.

## وصلات خارجية
- يسبر جانسون على موقع الاتحاد الدولي (مؤرشف)  (الإنجليزية)
- يسبر جانسون على موقع قاعدة بيانات كرة القدم.إي يو (الإنجليزية)
- يسبر جانسون على موقع ناشيونال فوتبول تيمز (الإنجليزية)
- يسبر جانسون على موقع عالم كرة القدم.نت (الإنجليزية)
- يسبر جانسون على موقع أوليمبيديا (الإنجليزية)
- يسبر جانسون على موقع اللجنة الأولمبية السويدية (السويدية)